# أنطون بيرسون
أنطون بيرسون هو لاعب هوكي الجليد سويدي، ولد في 4 يناير 1989 في يفله في السويد.

## وصلات خارجية
- أنطون بيرسون على موقع EliteProspects.com (الإنجليزية)
- أنطون بيرسون على موقع HockeyDB.com (الإنجليزية)